# Красносельское сельское поселение (Челябинская область)
Красносе́льское се́льское поселе́ние — муниципальное образование в Увельском районе Челябинской области Российской Федерации. В рамках административно-территориального устройства муниципальное образование  соответствует административно-территориальной единице Красносельский сельсовет.
Административный центр — село Красносельское.

## История
Статус и границы сельского поселения установлены Законом Челябинской области от 17 сентября 2004 года № 277-ЗО «О статусе и границах Увельского муниципального района и сельских поселений в его составе».

## Население
| 2002  | 2010  | 2011  | 2012  | 2013  | 2014  | 2015  |
| ----- | ----- | ----- | ----- | ----- | ----- | ----- |
| 2121  | ↘2029 | ↗2031 | ↘2001 | ↘1967 | ↘1959 | ↗1968 |
| 2016  | 2017  | 2018  | 2019  | 2020  | 2021  |       |
| ↗1980 | ↗2030 | ↗2054 | ↘2040 | ↗2058 | ↘1973 |       |

## Состав сельского поселения
| № | Населённый пункт | Тип населённого пункта       | Население |
| - | ---------------- | ---------------------------- | --------- |
| 1 | Красносельское   | село, административный центр | ↗1587     |
| 2 | Михири           | посёлок                      | ↘197      |
| 3 | Сухарыш          | посёлок                      | ↘245      |